# Meschulasch

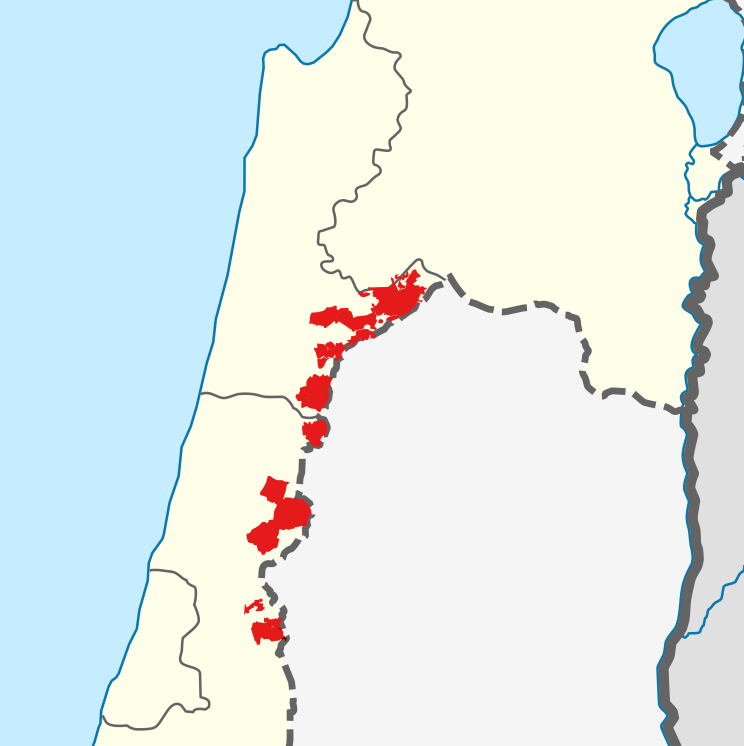
Gemeinden überwiegend arabischer Israelis, die zum Meschullasch zählen

Der Meschullasch (hebräisch הַמְּשֻׁלָּשׁ ha-Məschullasch, Plene auch: המשולש) oder Muthallath (arabisch المثلث, DMG al-muṯallaṯ; beides bedeutet ‚das Dreieck‘) bezeichnete ursprünglich ein von dem Städtedreieck Tira, Tayyibe und Qalansuwa gebildetes Siedlungsgebiet im Zentralbezirk von Israel, inzwischen den gesamten dichtbevölkerten Umkreis von Umm al-Fahm (dieses im Bezirk Haifa). Meschullasch ist auch die Bezeichnung für ein wichtiges Geschäftsviertel in Jerusalem.

## Geschichte
Obwohl irakische Streitkräfte das Gebiet des Meschullasch im Krieg um Israels Unabhängigkeit eingenommen und bis zu dessen Ende erfolgreich gehalten hatten, zog das Königreich Irak im März 1949 seine Truppen unvermittelt ab, ohne sich mit Israel auf Bedingungen der Waffenruhe zu verständigen. So teilten sich dann Israel und Jordanien im Waffenstillstandsabkommen von 1949 auf Rhodos das von irakischen Truppen geräumte Gelände in gegenseitigem Einvernehmen auf und fixierten die Grüne Linie in ihrem Verlauf. Israel und Jordanien vereinbarten auch, dass Israel diese territorialen Zugewinne an anderer Stelle durch Gebietsabtretungen ausgleicht. So kam der Meschullasch mit Wirkung vom 20. Mai 1949 an Israel, während Areale südwestlich von Hebron und südöstlich von Beit Scheʾan an Jordanien kamen.
Neben Galiläa und dem Negev ist der Meschullasch eines der Gebiete mit hohem arabischem Bevölkerungsanteil in Israel. Einer der Vorschläge des von Avigdor Lieberman 2004 lancierten sogenannten Lieberman-Plans war, den Meschullasch an einen zukünftigen palästinensischen Staat abzutreten im Austausch für israelische Siedlungsgebiete im Westjordanland. Dieser Plan wird von arabischen Israelis überwiegend abgelehnt.